# ماجرای دریفوس

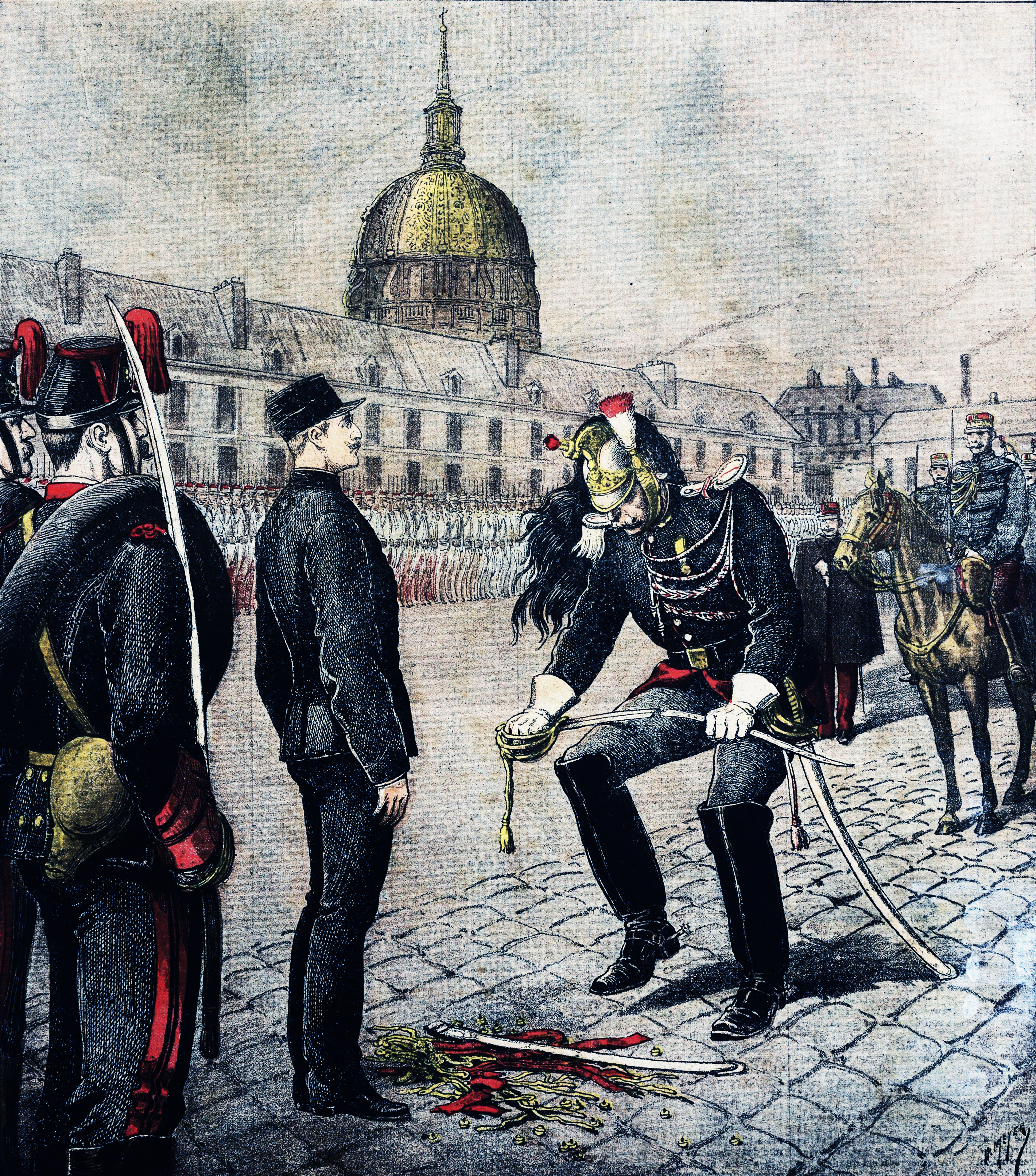
نگاره ای از مراسم خلع درجه آلفرد دریفوس، افسر مسئول در حال شکستن شمشیر اوست.

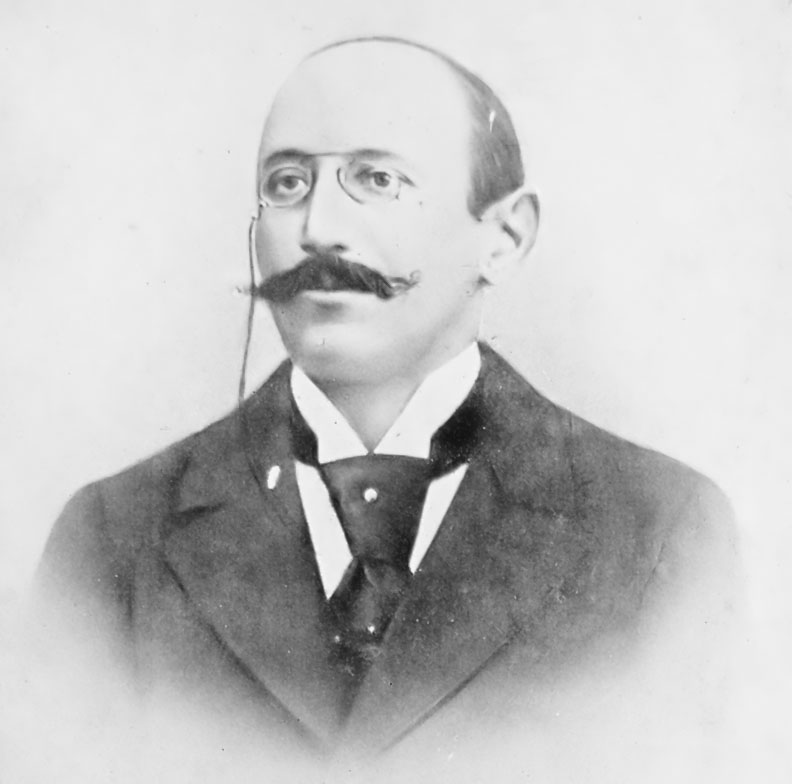
آلفرد دریفوس افسر یهودی ارتش فرانسه

ماجرای دریفوس (به فرانسوی: l'affaire Dreyfus) یک رسوایی سیاسی بود که جمهوری سوم فرانسه را از سال ۱۸۹۴ تا پایان ماجرا در سال ۱۹۰۶ درگیر خود کرد. این ماجرا در طول سالیان تبدیل به نمادی از بی‌عدالتی مدرن در جهان فرانسه‌زبان شده و همچنان یکی از برجسته‌ترین نمونه‌های اشتباه قضائی و یهودستیزی به حساب می‌آید. مطبوعات و افکار عمومی تأثیر و نقش بسیار مهمی در این ماجرا داشتند.
ماجرا زمانی آغاز شد که سروان آلفرد دریفوس در دسامبر ۱۸۹۴ به خیانت متهم گردید. دریفوس یک افسر یهودی‌تبار ۳۵ سالهٔ اهل آلزاس در توپخانهٔ ارتش فرانسه بود و او را به نادرستی متهم کرده بودند که اسرار ارتش فرانسه را در اختیار سفارت آلمان در پاریس گذاشته و مرتکب خیانت شده‌است. مجازاتی که برای او تعیین کردند حبس ابد در جزیرهٔ شیطان واقع در گویان فرانسه بود و او نزدیک به ۵ سال از مجازات خود را در این جزیره تحمل کرد.
در سال ۱۸۹۶ شواهدی به دست آمد (عمدتاً از طریق تحقیقی که ماریه ژرژ پیکوارت، رئیس واحد ضدجاسوسی، انجام داده بود) که نشان می‌داد دریفوس بی‌گناه است و مقصر واقعی یک سرگرد ارتش فرانسه به نام فردینان والزین استرازی بوده‌است. مقامات عالی‌رتبهٔ ارتش فرانسه جلوی انتشار این شواهد جدید را گرفتند و یک دادگاه نظامی که تنها دو روز طول کشید، بدون ذکر نام استرازی را تبرئه کرد. ارتش فرانسه، بر اساس یک سری اسناد جعلی، اتهامات جدیدی علیه دریفوس مطرح کرد. به دنبال این وقایع، نامهٔ سرگشادهٔ مشهور امیل زولا با عنوان من متهم می‌کنم...! در روزنامهٔ L'Aurore منتشر شد که جنبشی در حمایت از دریفوس به راه انداخت و دولت را تحت فشار گذاشت تا پروندهٔ او را بازگشایی کند.
در سال ۱۸۹۹، دریفوس را برای محاکمهٔ مجدد به فرانسه بازگرداندند. رسوایی سیاسی و قضائی بزرگی که در پی این اتفاق روی داد، جامعهٔ فرانسه را دو پاره کرد: کسانی که حامی دریفوس بودند (و اکنون Dreyfusards خوانده می‌شوند) مانند سارا برنارد، آناتول فرانس، شارل پگی، آنری پوانکاره و ژرژ کلمانسو؛ و کسانی که او را محکوم می‌کردند (و اکنون anti-Dreyfusards خوانده می‌شوند) مانند ادوار درومون که مدیر و ناشر روزنامهٔ یهودستیز La Libre Parole بود. در محاکمهٔ مجدد، دریفوس را باز هم مجرم شناختند و به ۱۰ سال حبس محکوم کردند اما دریفوس مورد عفو قرار گرفت و آزاد شد. در سال ۱۹۰۶، دریفوس را از اتهامات پیشین تبرئه و با درجهٔ سرگرد در ارتش فرانسه منصوب کردند. او در کل دوران جنگ جهانی اول در ارتش فرانسه بود و خدمت خود را با درجهٔ سرهنگ دوم در نیروی زمینی فرانسه به پایان رساند. دریفوس در سال ۱۹۳۵ درگذشت.
ماجرای دریفوس از سال ۱۸۹۴ تا ۱۹۰۶، جامعهٔ فرانسه را به گروه‌های مختلف تقسیم کرد از جمله مدافعان جمهوری، حامیان دریفوس که مخالف کلیسا و طرفدار ارتش بودند، و مخالفان دریفوس که عمدتاً کاتولیک بودند. این رخداد، عرصهٔ سیاسی فرانسه را به تلخی کشاند و موجب رادیکال شدن فضا شد.

## رویداد

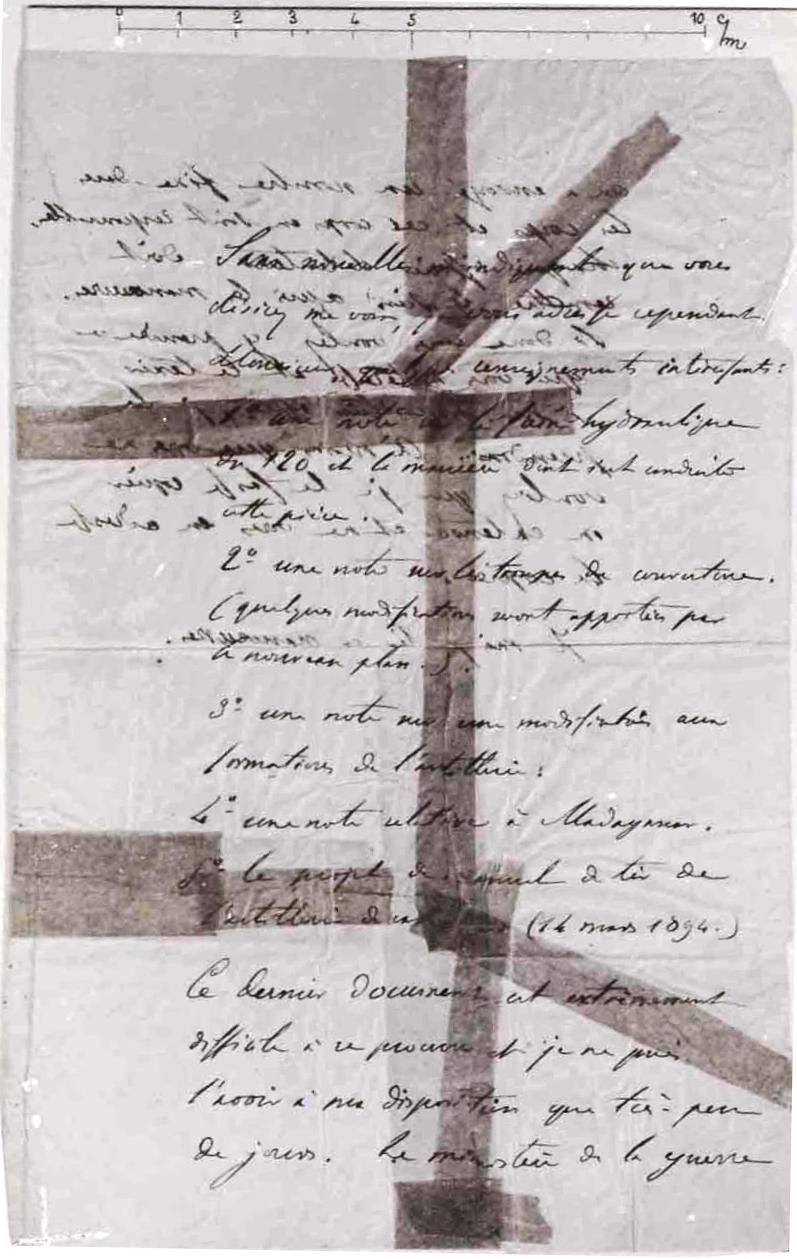
دست خطی که به دست سرهنگ هانری، از بخش آمار واطلاعات ارتش افتاد.

در سال ۱۸۹۳ بود که اداره آمار و اطلاعات ارتش فرانسه پی برد که شوارتسکین، وابسته نظامی سفارت آلمان در پاریس، با افسری فرانسوی ارتباط دارد و اطلاعاتی از مراکز حساس نظامی و تسلیحاتی ارتش، بین آن‌ها تبادل شده‌است. از این فرد که با نام مستعار «دی» فعالیت داشت، نمونه‌هایی به عنوان دست خطی که اطلاعات را در اختیار قرار داده به دست سرهنگ هانری از بخش آمار و اطلاعات ارتش افتاد.
پس از آن از تمامی افسران مشغول به خدمت در مراکز حساس و ستادهای فرماندهی آزمایش خط انجام گرفت و دستخط دریفوس را با «دی» مطابق تشخیص دادند.
دریفوس از خانواده‌ای مرفه و فرزند یک تاجر یهودی بود که به سال ۱۸۷۰ در پی اشغال آلزاس و لورن توسط آلمان برای حفظ تابعیت فرانسوی آنجا را ترک کرده بود. آلفرد در ۱۳ اکتبر ۱۸۹۴ به وزارت جنگ احضار شده و متهم به جاسوسی شد. دریفوس اتهام را رد کرد، اما با آزمایش دوباره دستخط شک مقامات به او بیشتر شد.
همزمان با این، روزنامه‌ای ضدیهودی در مقاله‌ای با عنوان «خیانت بزرگ»، دریفوس را به خیانت متهم و خواستار مجازات شدید وی شد. پس از آن بود که فشارها بر دریفوس افزایش یافت؛ و فعالیت مطبوعات در رابطه با این موضوع شدت گرفت و حتی یهودیان مسئول شکست ۱۸۷۰ از آلمان معرفی شدند که تأثیر زیادی در جامعه داشتند.

## دادگاه نظامی
در جریان دادگاه، آلفونس برتیلون، رئیس اداره جرم‌شناسی پلیس پاریس، به عنوان «کارشناس خط» علیه آلفرد دریفوس شهادت داد.
در ۲۲ سپتامبر ۱۸۹۴ دادگاه نظامی وی را به خلع درجه، حبس، تبعید ابد و محرومیت دائمی از حقوق اجتماعی محکوم کرد؛ و در روز ۵ ژانویه طی مراسمی تحقیرآمیز از وی خلع درجه شد. دریفوس به جزیره گویان که به جزیره شیطان لقب گرفته بود تبعید و در آنجا زندانی شد.
چهار سال از تبعید و حبس وی گذشت. امیل زولا در روز ۱۳ ژانویه در مقاله‌ای با عنوان «من متهم می‌کنم» در نشریه اُورُوِر (Aurore) (سپیده دم) که نامه‌ای سرگشاده به رئیس‌جمهور وقت فرانسه فلیکس فوره بود، به اعتراض برآمد. این رخداد باعث تخفیف مجازات دریفوس به ده سال ترک وطن انجامید.
اما پس از آن باز هم زولا و برخی دیگر به اعتراضات خود ادامه دادند تا در سال ۱۸۹۹ به دستور رئیس‌جمهور وقت فرانسه، دریفوس آزاد شد. اما آزادی وی در حکم بی‌گناهی‌اش نبود. در سال ۱۹۰۲ و هم‌زمان با پیروزی حزب چپ فرانسه بود که پس از کش و قوس، و درخواست تجدیدنظر از طرف وکیل دریفوس، در ۱۲ ژوئیه ۱۹۰۶ وی از تمامی اتهامات تبرئه شد.روژه مارتن دوگار نویسنده فرانسوی در رمان «ژان باروا» شرح مفصلی از ماجرا ارائه می‌دهد.
[مارسل پروست] هم در سرتاسر کتابش «[در جستجوی زمان از دست رفته]» بارها و بارها از این محاکمه جنجالی سخن به میان می‌آورد